# Radošovce (Skalica)
Radošovce (em húngaro: Felsőrados) é um município da Eslováquia, situado no distrito de Skalica, na região de Trnava. Tem 26,6 km² de área e sua população em 2018 foi estimada em 1.752 habitantes.

## Demografia
| Ano:        | 1994 | 2004   | 2014   | 2024   |
| ----------- | ---- | ------ | ------ | ------ |
| Broj ljudi: | 1781 | 1812   | 1790   | 1733   |
| Razlika:    |      | +1,74% | -1,21% | -3,18% |

| Ano:               | 2023 | 2024   |
| ------------------ | ---- | ------ |
| Número de pessoas: | 1737 | 1733   |
| Diferença:         |      | -0,23% |